# Atlètic Club Hostalric
L'Atlètic Club Hostalric és un club de futbol català de la ciutat d'Hostalric.

## Història
A principis del 1914 a Hostalric (La Selva) un grup de joves entusiasmats per l'esport i amb ganes de revitalitzar el poble van fundar el Grop Sport, una associació cultural, esportiva i recreativa que van iniciar amb un equip de futbol. Amb seu al carrer Major número 29, el Grop Sport presidit per Marti Puigjermenal i acompanyat per Benet Frigola, Josep Maria Francesc Arnau i Josep Pascual, entre d'altres, es va fer cita per primera vegada el diumenge de rams de 1914 amb la disputa del seu primer partit de futbol contra el Sant Celoni FC El primer equip va estar format per Gaspar Serras, Enric Ribas, Martí Puigjermenal, Joan Mas i Enric Humet entre d'altres. Vist l'impacte que havia produït la creació d'un equip de futbol un nombre considerable de públic es va congregar en el camp de futbol, que es trobava en els terrenys que es troba actualment. Cada cop eren menys les oposicions creades per algunes persones en respecte al futbol però que es van veure reduïdes a mesura que es feia normal el costum d'anar a veure futbol.
El 12 de juliol de l'any 1914 es va celebrar la diada esportiva que va consistir en diverses activitats esportives durant tot el dia i va culminar amb un partit de futbol sota una gran expectació. Any darrere any es va celebrar aquesta diada fins a l'any 1917 que va ser l'última edició. Els primers anys de futbol a Hostalric varen venir acompanyats també de la polèmica, a causa del desconeixement inicial de les normes futbolístiques.
El futbol a la vila estava ja totalment consolidat i va ser el 1940 quan presidit per Anton Barnola l'equip va ser campió de la seva categoria, començant així uns anys d'èxit del futbol a la vila. Durant els anys cinquanta Joan Fabregas en va ser el president, la temporada 1953-1954 l'Hostalric va consumir un altre èxit, el campionat de lliga. Eren anys de Serras, Mas, Mateu, Gonzales, Colls, Jubinyà, Bota, Martí, Codina, Gurdó, Tarres, els germans Rabassa i Agell. Des de principis dels anys 30 l'equip passa a anomenar-se UD Hostalrich.
Va ser l'any 1957 quan després d'uns anys sense partits de futbol oficials a la vila un grup de persones refunda l'entitat amb el nom d'Atlètic Club Hostalric, el president va ser Antoni Plans. Anys més tard, Salvador Vives substitueix a Plans al capdavant de l'entitat.
La temporada 1972-1973 el primer equip del club, presidit per Ramon Duran va pujar a segona regional. També, amb la presidencia de Duran, s'aconsegueix crear per primer cop un equip de juvenils.
Llavors ja presidit per Joaquim Vila el club viurà els seus anys més dolços amb l'ascens a primera regional el 1980, recuperada de nou el 1984.
L'any 1986 El primer equip del club aconseguí l'ascens a Regional Preferent, que ha sigut fins al dia d'avui la categoria més alta en què a jugat el club. L'aventura a preferent només va durar una temporada. Però en el 1991 s'hi va retornar, aquest cop al llarg de quatre temporades consecutives. Les campanyes següents l'equip va jugar a la primera territorial fins a l'any 1996 que per problemes econòmics el president, Jordi Molins, va decidir dimitir i va desaparèixer el primer equip. Tot i que la temporada no havia anat malament a primera, ningú va voler formar una nova junta. Però, cal dir, que el futbol base va continuar gràcies a la junta gestora que es va crear de pares i mares de jugadors, Vicenç Blanco en va ser el president acompanyat a la junta per Josep Iglesias, Maria Pujol, Montse Busquets, Mariano Retamal, Jose Reyes, Antonio Rodriguez, Juan Rordiguez i un seguit de col·laboradors.
A la Temporada 1997-1998 es va tornar a fer un equip de territorial, es va haver de començar de nou, des de la categoria de tercera. L'any 2000 l'equip va pujar a la segona regional, la presidenta era Maria Rosa Massachs.
Cinc anys més tard, però, es va tornar a tercera Regional i el club va patir durant uns anys degut als mals resultats del primer equip i de la fundació d'un altre club de futbol a la vila, això va crear divisions entre els aficionats al futbol.
L'any 2009, amb Montserrat Busquets al capdevant de l'entitat, acompanyada a la Junta per: Carme Serra, Joan Donoso, Ivan Hernandez i Jordi Espigol, s'aconseguiex unir els dos clubs de la vila, que s'estaven enfrontant entre ells a tercera regional, i es fa un sol equip amb el principal objectiu d'ascendir a la segona regional.
Va ser la temporada següent, el 29 de maig del 2010 quen s'aconsegueix retornar a segona gràcies a una gran temporada amb 80 punts, més de 130 gols a favor i només 33 en contra, estava entrenat per Albert Molas.
Al final de temporada 2009-10 la junta d'aleshores decideix fer un canvi d'aires i Xavier Canaleta substitueix a Montserrat Busquets a la presidencia del club.
El retorn a la segona territorial només va durar una campanya, tot i que un any després, s'aconsegueix de nou ascendir a la nova categoria de la tercera catalana, antiga segona territorial.
L'Hostalric actualment compta amb les següents categories del futbol base: Escoleta, Prebenjamí, Benjami, Alevi, Infantil, Cadet i Juvenil. De territorial: At.C.Hosta
lric "A" a la tercera catalana. Un equip Femení i un de veterans.
El terreny de joc es troba en el Camp Municipal d'Esports d'Hostalric, a l'avinguda Via Romana s/n.
El setembre del 2008, s'inaugurà la remodel·lació del camp amb la instal·lació de gespa artificial.
L'any 2010 es construeix la nova graderia amb 600 places.